# Written in Stone
«Written in Stone» (с англ. — «Написано в камне», «Высечено в камне») — песня, которая была написана для анимационного фильма Disney 1998 года «Мулан», но была вырезана из фильма, когда композитор покинул проект. Леа Салонга прослушивалась для «Мулан» с «Written in Stone» и записала демо во время производства.
«Written in Stone» «всплыло с годами» в более поздних переработках оригинального фильма. Удалённая сентиментальная любовная песня Мулан, которая «сопровождала её превращение в солдата», была спасена одноактной версией пьесы, лицензированной для начальных школ, Mulan Jr. в нескольких репризах. Между тем, Салонга исполняла оригинальную демо-версию вживую хотя бы один раз.

## Разработка

### Мулан (1998)
Стивен Шварц изначально был подписан на проект «Мулан» как автор слов и композитор. Он написал две песни: «China Doll» и «Written in Stone». В ходе работы над проектом Dreamworks также наняла Шварца для написания музыки для «Принца Египта». Disney поставил Шварцу ультиматум работать исключительно над «Мулан»; он отказался и покинул проект. В результате Disney удалил из фильма и «China Doll», и «Written in Stone».
Шварц был заменён Мэтью Уайлдером и Дэвидом Зиппелем. «Written in Stone» была заменена на «Reflection», в то время как «Written in Stone» «больше сосредоточена на том, как Мулан уже проложила для неё жизненный путь», «Reflection» приобретет более интроспективный тон.
Леа Салонга кто исполняла певческий голос Мулан, прослушивалась для фильма с «Written in Stone». Она также записала демо песни.  «Written in Stone» играет, когда Мулан «переодевается в солдатскую одежду и скачет на её лошади, чтобы присоединиться к армии». Салонга исполнила кусок в Театре Мура для концерта только на одну ночь в 2012 году.

### Mulan Jr
Сценический мюзикл Mulan Jr. восстановил «Written in Stone». Как вводный номер, она «подтверждает строгую социальную среду, существующую в Китае» и что «традиции веками диктовали китайское поведение». Это создает центральный конфликт мюзикла, в котором Мулан стремится отвергнуть её традиции «Written in Stone» и написать свою собственную судьбу с одобрения своих предков. Значимая тема песни является честь своей семьи, предков и страны, которая усиливается через «Written in Stone», Часть 1, Часть 2, Часть 3 и её трёх репризах.

### Поздняя история
Шварц описал «Written in Stone» как «одну из моих любимых песен, которые я когда-либо писал для анимационного фильма», и отметил, что, хотя он был разочарован уходом из проекта, он был «очень доволен песнями, которые [он] написал для фильма».

## Критика
«Written in Stone» была описана как «совершенно потрясающая» и «удивительная». Disney14 чувствовал, что это был «странный поворот иронии» что песня в настоящее время доступна в сценической версии, которую компании могут нанять для производства.